# Elektromagnetische Wechselwirkung
Die elektromagnetische Wechselwirkung ist eine der vier Grundkräfte der Physik. Wie die Gravitation ist sie im Alltag leicht erfahrbar, daher ist sie seit langem eingehend erforscht und seit über 100 Jahren gut verstanden. Die elektromagnetische Wechselwirkung ist die Ursache für die meisten alltäglichen Phänomene wie Licht, Elektrizität und Magnetismus. Sie bestimmt zusammen mit der Austauschwechselwirkung den Aufbau und die Eigenschaften von Atomen, Molekülen und Festkörpern.

## Geschichte
Ausgangspunkt der Erforschung war eine Untersuchung der Kräfte zwischen elektrischen Ladungen. Das Gesetz von Coulomb von etwa 1785 gibt diese Kraftwirkung zwischen zwei punktförmigen Ladungen ganz analog zum Gravitationsgesetz an. Die Wirkung von elektrischen Kräften auf entfernte Ladungen wird durch das Konzept des elektrischen Feldes beschrieben. Dieses wird nicht nur durch elektrische Ladungen hervorgerufen, sondern auch durch zeitliche Änderungen magnetischer Felder. Diese Erkenntnis geht vor allem auf Michael Faraday zurück. Während ruhende elektrische Ladungen anscheinend nichts mit den Erscheinungen des Magnetismus zu tun haben, erweist sich eine bewegte elektrische Ladung als Ursache eines magnetischen Feldes, wie Hans Christian Ørsted 1820 erkannte. Wenn sich in diesem Feld eine zweite Ladung bewegt, so erfährt sie nach den Gesetzen der klassischen Elektrodynamik eine magnetische Kraft, die dann etwa so groß wie die elektrische Kraft ist, wenn die Relativgeschwindigkeit in der Größenordnung der Lichtgeschwindigkeit ist. Die klassische Elektrodynamik ist das erste Beispiel einer Feldtheorie, die das einsteinsche Relativitätsprinzip erfüllt. Wenn die Elektrodynamik nur invariant gegenüber Galilei-Transformationen wäre, dann gäbe es keine Induktionserscheinungen und keine Ausbreitung elektromagnetischer Wellen.
Die Theorie der klassischen Elektrodynamik geht auf James Clerk Maxwell zurück, der im 19. Jahrhundert in den nach ihm benannten Maxwell-Gleichungen die Gesetze der Elektrizität, des Magnetismus und des Lichts als verschiedene Aspekte einer grundlegenden Wechselwirkung, des Elektromagnetismus, erkannte. Die elektromagnetische Wechselwirkung, die ja selbst das Ergebnis der Zusammenfassung der Theorie elektrischer und magnetischer Wechselwirkung ist, wird seit 1967 mit der schwachen Wechselwirkung zusammen als elektroschwache Wechselwirkung beschrieben. Eine Integration der starken Wechselwirkung in die gemeinsame einheitliche Feldtheorie wird angestrebt.

## Rolle in der Natur
Aufgrund der weitreichenden Wirkung manifestiert sich die elektromagnetische Wechselwirkung sowohl auf makroskopischer als auch auf mikroskopischer Ebene merklich. Tatsächlich ist die überwiegende Mehrheit der physikalischen Kräfte in der klassischen Mechanik – Rückstellkraft, Reibungskräfte, Oberflächenspannungskräfte usw. – elektromagnetischer Natur.
Elektromagnetische Wechselwirkung bestimmt die meisten physikalischen Eigenschaften makroskopischer Körper und insbesondere die Änderung dieser Eigenschaften beim Übergang von einem Aggregatzustand in einen anderen. Elektromagnetische Wechselwirkungen unterliegen chemischen Reaktionen. Auch elektrische, magnetische und optische Phänomene werden auf elektromagnetische Wechselwirkung reduziert.
Die elektromagnetische Wechselwirkung ist stärker als die Gravitation, denn im Gravitationsfeld der Erde strebt zwar prinzipiell jede Masse ins Innere der Erde, denn die dortige Masse zieht jede Masse an, aber die um das Innere der Erde liegenden Festkörper werden von einer stärkeren Kraft, der elektromagnetischen Wechselwirkung, zusammengehalten. Es gäbe daher keine Festkörper, wenn elektromagnetische Wechselwirkung schwächer wäre als Gravitation.
Auf mikroskopischer Ebene bestimmt die elektromagnetische Wechselwirkung (unter Berücksichtigung von Quanteneffekten) die Struktur der Atomorbitale, die Struktur von Molekülen sowie größeren Molekülkomplexen und ‑clustern. Insbesondere die Größe der Elementarladung bestimmt die Größe der Atome und die Länge der Bindungen in Molekülen. Zum Beispiel ist der Bohrsche Radius
{\displaystyle a_{0}={\frac {4\pi \varepsilon _{0}\hbar ^{2}}{m_{\mathrm {e} }e^{2}}}},
wobei {\displaystyle \varepsilon _{0}} die elektrische Feldkonstante ist, {\displaystyle \hbar } die reduzierte Planck-Konstante, {\displaystyle m_{\mathrm {e} }} die Masse eines Elektrons und {\displaystyle e} die elektrische Elementarladung.

## Wechselwirkung
Kennzeichnend für die elektromagnetische Wechselwirkung ist, dass sie eine große (prinzipiell unendliche) Reichweite hat und gleichzeitig absättigbar ist, d. h. die Wirkung einer negativen und einer positiven Ladung auf eine entfernte dritte Ladung heben sich praktisch auf. Die Stärke der elektromagnetischen Wechselwirkung wird durch die Feinstrukturkonstante bestimmt, diese Kopplungskonstante ist etwa um den Faktor 100 kleiner als die der starken Wechselwirkung, aber um mehrere Größenordnungen größer als die der schwachen Wechselwirkung und erst recht viel größer als die der Gravitation.
Erscheinungen des Elektromagnetismus können auch dann beobachtbar sein, wenn keine elektrische Ladung in greifbarer Entfernung vorhanden ist, beispielsweise bei den elektromagnetischen Wellen oder beim Zerfall {\displaystyle \pi ^{0}\to 2\gamma } des {\displaystyle \pi ^{0}}-Pions in zwei Gamma-Photonen.
Im Bereich der kleinsten Teilchen wird die elektromagnetische Wechselwirkung durch die Quantenelektrodynamik beschrieben. Die elektromagnetischen Potentiale werden darin als Feldoperatoren aufgefasst, durch diese werden die Photonen, die Wechselwirkungsteilchen der elektromagnetischen Wechselwirkung, erzeugt oder vernichtet. Anschaulich bedeutet das, dass die Wechselwirkung zwischen geladenen Teilchen, also der Austausch von Impuls und Energie, das Ergebnis des Austausches von Photonen zwischen diesen Teilchen ist.

## Einordnung der Elektromagnetischen Wechselwirkung
| Fundamentale Wechselwirkungen und ihre Beschreibungen (Theorien in frühem Stadium der Entwicklung sind grau hinterlegt.) |                                       |                                                 |                                   |                         |                                |
| | Starke Wechselwirkung                 | Elektromagnetische Wechselwirkung               | Elektromagnetische Wechselwirkung | Schwache Wechselwirkung | Gravitation                    |
| klassisch |                                       | Elektrostatik                                   | Magnetostatik                     |                         | Newtonsches Gravitationsgesetz |
| klassisch | Elektrodynamik                        | Elektrodynamik                                  | Allgemeine Relativitätstheorie    |                         |                                |
| quanten- theoretisch | Quantenchromodynamik (Standardmodell) | Quantenelektrodynamik                           | Quantenelektrodynamik             | Fermi-Theorie           | Quantengravitation (?)         |
| quanten- theoretisch | Quantenchromodynamik (Standardmodell) | Elektroschwache Wechselwirkung (Standardmodell) |                                   |                         | Quantengravitation (?)         |
| quanten- theoretisch | Große vereinheitlichte Theorie (?)    |                                                 |                                   |                         | Quantengravitation (?)         |
| quanten- theoretisch | Weltformel („Theorie von Allem“) (?)  |                                                 |                                   |                         |                                |